# Mitrídates IV de Partia
Mitrídates IV o Arsaces XVIII fue el gobernante del Imperio parto entre c. 57 y 54 a. C. Con ayuda de su hermano, Orodes, asesinó a Fraates III, su padre. Según Dion Casio fue nombrado rey de Media; sin embargo investigaciones actuales sobre numismática parta indican que Mitrídates IV llegó a controlar Nisa, Mithradatkart Margiana, Traxiana, Rhagae, Susa y Seleucia del Tigris, llegando incluso a ceñirse la tiara antes que su hermano Orodes II.
Intentó recuperar los territorios que Armenia les había arrebatado pero fracasó, siendo tal vez el motivo por el que su hermano Orodes se sublevó. El procónsul romano de Siria Aulo Gabinio le suministró refugio, y planeó la invasión de Partia en apoyo de Mitrídates, pero cuando ya había cruzado, con su ejército, el Éufrates la abandonó por una empresa mucha más productiva; Ptolomeo XII Auletes había sido expulsado de su reino y mientras él estaba ausente, solicitando al Senado de Roma ayuda para su restauración, los alejandrinos pusieron en el trono a su hija Berenice IV;
Mitrídates avanzó sobre la Mesopotamia, pero fue derrotado en Seleucia del Tigris por Surena, general de Orodes, y huyó a Babilonia. Tras un asedio prolongado, Orodes consiguió tomarlo prisionero y matarlo en 54 a. C.
| Predecesor: Fraates III de Partia | Rey (Rey de Reyes) de Partia (de la Dinastía arsácida de Partia) 57 – 55 a. C. conjuntamente con Orodes II | Sucesor: Orodes II de Partia |